# Аналемма ди Чикко
Аналемма ди Чикко — первая фотографическая аналемма, полученная астрономом-любителем Деннисом ди Чикко в 1978—1979 годах при помощи мультиэкспозиции.

## История создания
В декабре 1973 года ди Чикко вместе с Клиффордом Гуди наблюдал комету Когоутека и кольцеобразное затмение в коста-риканском доме гарвардского астронома Дональда Мензела. Гуди сделал несколько фотографий садящегося солнца, и на фотографиях разных дней было заметно изменение точки заката. В результате у ди Чикко возникла мысль зафиксировать полугодичное перемещение точки восхода или заката солнца с севера на юг. Но её сразу же затмила идея фотографически отснять аналемму.
В 1974 году ди Чикко приобрёл дом в Уотертауне, Массачусетс, из восточного окна которого открывался отличный вид на небо. В 1976 году у него появился программируемый калькулятор HP-67, который позволил ему по прямому восхождению и склонению солнца в разные даты рассчитать его высоту и азимут, в результате чего он смог построить график ожидаемой аналеммы. Из колледжа Бентли он позаимствовал пластинчатую камеру 4 на 5 дюймов с 90-миллиметровой широкоугольной линзой. Поскольку полагаться на то, что у него всегда будет возможность делать экспозицию в нужное время вручную, ди Чикко не мог, он подсоединил цифровой будильник, обеспечивающий достаточную точность по времени, к камере, установив его на время UT 13:30, которое, по расчётам, было оптимальным.
С 27 февраля 1977 года по 18 февраля 1978 года ди Чикко 43 раза экспонировал одну и ту же плёнку Kodak Vericolor II. Однако после завершения снимка оказалось, что из-за неправильно установленной камеры часть аналеммы осталась за пределами кадра, делая результат неполным. В редакции журнала Sky & Telescope этот снимок в шутку назвали тестовой экспозицией длиной в год.
Переустановив камеру, 27 февраля 1978 года ди Чикко начал повторную фотографию. С интервалом в семь дней (или в ближайший ясный день после запланированного) он экспонировал плёнку через нейтральный светофильтр плотности 4.0, каждый раз ровно в UT 13:30. Все экспозиции были сделаны автоматически, причём более половины — вообще без присутствия людей. Три более длительных экспозиции (26 июня, 30 августа и 26 декабря) были сделаны через фильтр плотности 6.0, они позволили отобразить линии суточного движения солнца, соответствующие наивысшей точке аналеммы, точке её самопересечения и её низшей точке соответственно. Последняя экспозиция была проведена 17 февраля 1979 года, их общее количество составило 48. Получившаяся фотография была впервые опубликована в выпуске журнала Sky & Telescope за июнь 1979 года.

## Наследие

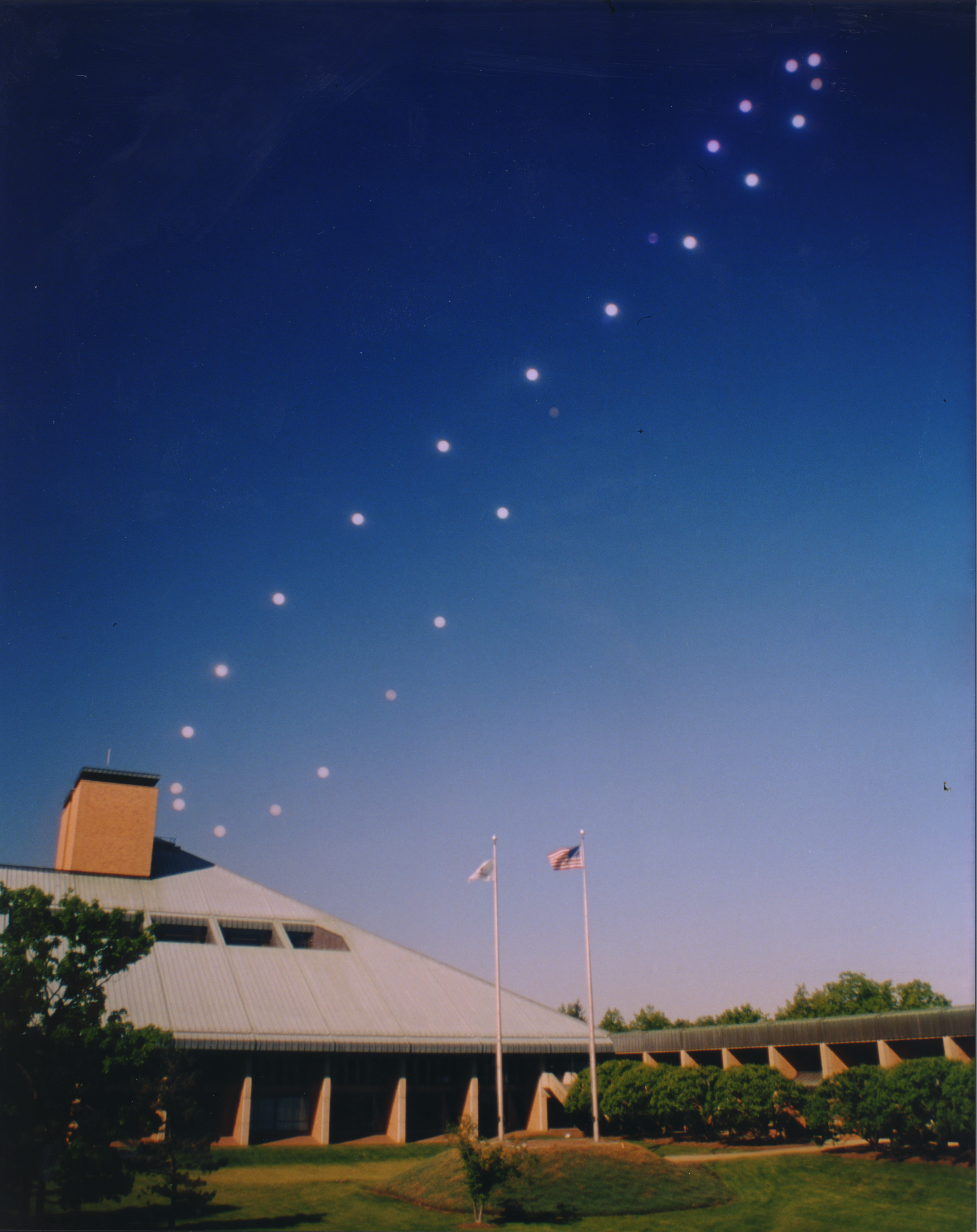
Аналемма Джека Фишбёрна, 1999 год

К 2000 году было создано ещё четыре успешных фотографических аналеммы, полученных тем же методом, что и у ди Чикко. Вторая аналемма принадлежит англичанину Гарри Джону Филипу Арнольду (1988—1989), третья — Франку Зулло из Аризоны (закончена в 1991), четвёртая — Джеку Фишбёрну (1999), а пятая — Василию Румянцеву из Крымской астрофизической обсерватории (также в 1999). К 2011 году появилось ещё две.
В книге Astrophotography: An Introduction to Film and Digital Imagining (2003) Арнольд отмечал, что людей, сделавших успешный снимок аналеммы, меньше, чем людей, побывавших на Луне.